# Championnats de France d'athlétisme 2015
Navigation
Championnats 2014 Championnats 2016
Les Championnats de France d'athlétisme « Élite » 2015 ont eu lieu du 10 au 12 juillet 2015 au Stadium Lille Métropole de Villeneuve-d'Ascq. Quarante épreuves figurent au programme de cette compétition (20 masculines et 20 féminines).

## Programme
| Finales | 10 juillet                                                                             | 11 juillet                                                                                                 | 12 juillet |
| ------- | -------------------------------------------------------------------------------------- | --- | --- |
| Hommes  | 5 000 m, 4 x 100 m, lancer du marteau                                                  | 10 000 m marche, 100 m, 1 500 m, décathlon, lancer du javelot, saut en longueur, lancer du poids           | 200 m, 400 m haies, 400 m, 800 m, 110 m haies, 3 000 m steeple, lancer du disque, saut en hauteur, saut à la perche, triple saut |
| Femmes  | 5 000 m, 3 000 m steeple, 4 x 100 m, lancer du marteau, triple saut, lancer du javelot | 800 m, 10 000 m marche, 100 m, 100 m haies, heptathlon, saut en hauteur, saut à la perche, lancer du poids | 400 m haies, 1 500 m, 200 m, 400 m, saut en longueur, lancer du disque                                                           |

## Résultats

### Hommes
| Épreuves                     | Or                                  | Argent                                   | Bronze                        |
| ---------------------------- | ----------------------------------- | ---------------------------------------- | ----------------------------- |
| 100 m Vent : + 0,7 m/s       | Jimmy Vicaut 9 s 92                 | Christophe Lemaitre 10 s 07              | Emmanuel Biron 10 s 20        |
| 200 m Vent :+ 0,6 m/s        | Christophe Lemaitre 20 s 28         | Jimmy Vicaut 20 s 42                     | Jeffrey John 20 s 61          |
| 400 m                        | Teddy Atine-Venel 45 s 72           | Mamoudou Hanne 45 s 80                   | Mame-Ibra Anne 45 s 97        |
| 800 m                        | Pierre-Ambroise Bosse 1 min 46 s 69 | Julien Duchateau 1 min 48 s 13           | Mounir Hsain 1 min 48 s 32    |
| 1 500 m                      | Morhad Amdouni 3 min 48 s 58        | Bryan Cantero 3 min 49 s 64              | Samir Dahmani 3 min 50 s 19   |
| 5 000 m                      | Benjamin Choquert 14 min 10 s 41    | Michael Gras 14 min 12 s 37              | Pierre Urruty 14 min 20 s 49  |
| 10 000 m marche              | Kévin Campion 41 min 11 s 73        | Cédric Houssaye 43 min 21 s 88           | Hugo Andrieu 44 min 44 s 33   |
| 110 m haies Vent : + 0,7 m/s | Garfield Darien 13 s 17             | Pascal Martinot-Lagarde 13 s 27          | Dimitri Bascou 13 s 38        |
| 400 m haies                  | Mickaël François 50 s 29            | Stéphane Yato 50 s 33                    | Martin Carrère 50 s 44        |
| 3 000 m steeple              | Yoann Kowal 8 min 37 s 41           | Mathieu Bazin 8 min 41 s 61              | Tanguy Pepiot 8 min 42 s 30   |
| Relais 4 × 100 m             | EFS Reims 39 s 90                   | Montpellier agglo athlétic med 40 s 76   | ES Montgeron 40 s 99          |
| Saut en hauteur              | Mickael Hanany 2,24 m               | Gaël Rotardier Fabrice Saint-Jean 2,12 m | —                             |
| Saut à la perche             | Renaud Lavillenie 5,85 m            | Kevin Menaldo 5,75 m                     | Stanley Joseph 5,55 m         |
| Saut en longueur             | Kafétien Gomis 7,78 m               | Raihau Maiau 7,69 m                      | Salim Sdiri 7,59 m            |
| Triple saut                  | Harold Correa 16,78 m               | Louis-Grégory Occin 16,41 m              | Kévin Luron 16,25 m           |
| Lancer du poids              | Gaëtan Bucki 19,72 m                | Frédéric Dagée 19,36 m                   | Tumatai Dauphin 19,33 m       |
| Lancer du disque             | Lolassonn Djouhan 59,54 m           | Dean-Nick Allen 54,30 m                  | Loic Fournet 53,85 m          |
| Lancer du marteau            | Jérôme Bortoluzzi 73,65 m           | Nicolas Figère 70,32 m                   | Frédérick Pouzy 69,84 m       |
| Lancer du javelot            | Jérôme Haeffler 70,40 m             | Killian Duréchou 69,31 m                 | Ali Hamidou Soultoini 67,48 m |
| Décathlon                    | Gaël Querin 7 738 pts               | Théo Mancheron 7 260 pts                 | Franck Logel 7 172 pts        |

### Femmes
| Épreuves                    | Or                                     | Argent                                 | Bronze                            |
| --------------------------- | -------------------------------------- | -------------------------------------- | --------------------------------- |
| 100 m Vent : - 0,1 m/s      | Véronique Mang 11 s 59                 | Céline Distel-Bonnet 11 s 59           | Sarah Goujon 11 s 60              |
| 200 m Vent : - 0,7 m/s      | Lénora Guion-Firmin 23 s 64            | Mathlde Lagui 24 s 03                  | Hélène Parisot 24 s 09            |
| 400 m                       | Floria Gueï 51 s 06 (PB)               | Marie Gayot 51 s 27 (PB)               | Estelle Perrossier 52 s 27        |
| 800 m                       | Lisa Blamèble 2 min 5 s 00             | Imane Boukharta 2 min 5 s 43           | Clarisse Moh 2 min 5 s 74         |
| 1 500 m                     | Élodie Normand 4 min 19 s 23           | Ophélie Claude-Boxberger 4 min 21 s 81 | Christine Bardelle 4 min 21 s 96  |
| 5 000 m                     | Clémence Calvin 16 min 16 s 73         | Christine Bardelle 16 min 27 s 92      | Aurore Guérin 16 min 30 s 04      |
| 10 000 m marche             | Émilie Menuet 44 min 58 s 06           | Corinne Baudoin 46 min 53 s 75         | Violaine Averous 48 min 46 s 45   |
| 100 m haies Vent : -1,0 m/s | Cindy Billaud 12 s 89                  | Alice Decaux 13 s 02                   | Sandra Gomis 13 s 18              |
| 400 m haies                 | Maëva Contion 56 s 03                  | Fanny Lefevre 57 s 45                  | Merryl Mbeng 57 s 75              |
| 3 000 m steeple             | Ophélie Claude-Boxberger 9 min 59 s 86 | Marie Bouchard 10 min 9 s 47           | Fanjanteino Felix 10 min 17 s 95  |
| Relais 4 × 100 m            | Athlé Sud 77 45 s 76                   | Entente Oise athlétisme 45 s 94        | Haute-Bretagne athlétisme 45 s 97 |
| Saut en hauteur             | Sandrine Champion 1,85 m               | Laura Salin-Eyike 1,82 m               | Marine Vallet 1,79 m              |
| Saut à la perche            | Marion Lotout 4,40 m                   | Sophie Dangla Anaïs Poumarat 4,05 m    | —                                 |
| Saut en longueur            | Haoua Kessely 6,13 m                   | Diane Barras 6,17 m                    | Rougui Sow 6,14 m                 |
| Triple saut                 | Teresa Nzola Meso Ba 13,69 m           | Jeanine Assani-Issouf 13,63 m          | Amy Zongo 13,60 m                 |
| Lancer du poids             | Jessica Cérival 17,29 m                | Rose Sharon Pierre-Louis 15,67 m       | Myriam Lixfe 14,96 m              |
| Lancer du disque            | Mélina Robert-Michon 62,57 m           | Pauline Pousse 57,94 m                 | Lucie Catouillart 53,70 m         |
| Lancer du marteau           | Lætitia Bambara 66,40 m                | Jessika Guehaseim 66,30 m              | Amy Sène 65,24 m                  |
| Lancer du javelot           | Mathilde Andraud 59,05 m               | Alexia Kogut Kubiak 53,64 m            | Sephora Bissoly 53,62 m           |
| Heptathlon                  | Gaëlle Le Foll 5 848 pts               | Annaelle Nyabeu Djapa 5 738 pts        | Sandra Jacmaire 5 569 pts         |